# NgalSo
NgalSo è una tecnica di meditazione buddhista insegnata da lama Gangchen Rinpoche.

## Descrizione
Il termine Ngalso è una parola tibetana composta da due sillabe: Ngal, che indica il lato negativo dei mondi interno ed esterno comprendente fattori quali malattie, stanchezza e inquinamento, da sottoporre a purificazione, e So, implicante il lato positivo, fatto di tutte le energie favorevoli e le qualità che vanno incrementate.
Studiato da lama Gangchen Rinpoche, il Ngalso combina tra loro tecniche meditative fatte risalire agli insegnamenti del Buddha Śākyamuni, con l'aggiunta della composizione di mudrā, della recitazione di mantra, del controllo del respiro, dell'apertura dei cosiddetti blocchi energetici, delle visualizzazioni.